# Vertrag von Kopenhagen (1709)
Bündnisverträge

Preobraschenskoje (1699) • Dresden (1699) • Narva (1704) • Dresden (1709) • Thorn (1709) • Kopenhagen (1709) • Hannover (1710) • Lutsk (1711) • Adrianopel (1713) • Schwedt (1713) • Stettin (1715) • Berlin (1715) • Greifswald (1715)
Friedensverträge

Traventhal (1700) • Warschau (1705) • Altranstädt (1706) • Pruth (1711) • Frederiksborg (1720) • Stockholm (1719) • Stockholm (1720) • Nystad (1721)  • Stockholm (1729)
Kapitulationen

Estland und Livland (1710)
Der Allianzvertrag von Kopenhagen im Jahre 1709 war ein dänisch-russisches Angriffs- und Schutzbündnis und wurde am 11. Oktoberjul. / 22. Oktober 1709greg. in der dänischen Hauptstadt Kopenhagen zwischen dem dänischen König Friedrich IV. und dem russischen Zaren Peter I. geschlossen. Der Vertrag war eine Erneuerung des bereits im Jahre 1699 zwischen Dänemark-Norwegen und Russland geschlossenen Allianzvertrages.

## Vorgeschichte
Durch die Erneuerung des Bündnisvertrages mit Sachsen und der darin enthaltenen Verpflichtung Dänemarks, ebenfalls einen Bündnisvertrag mit Russland gegen Schweden zu schließen, wurde nach dem Dreikönigstreffen in Berlin mit den Unterhandlungen begonnen.

## Die Unterhändler des Vertrages
Der Zar beauftragte seinen Botschafter in Dänemark den Fürsten Vasily Lukich Dolgorukov gemeinsam mit dem Unterhändler von Dänemark Otto Grabbe die Einzelheiten des Vertrages auszuhandeln.

## Der Vertrag
In dem Vertrag kündigte Dänemark den Frieden von Traventhal auf. Dänemark verpflichtete sich, im Herbst des Jahres die schwedische Provinz Schonen von Norwegen aus anzugreifen. Außerdem sollte die dänische Flotte die schwedischen Flottillen in den eigenen Gewässern beschäftigen, damit Russland seine Flotte ungestört ausbauen könne.
Russland verpflichtete sich, in die schwedischen Provinzen Finnland und Livland sowie – gemeinsam mit den Sachsen – in Polen einzumarschieren. Beide Monarchen verpflichteten sich, August den Starken nach besten Kräften bei der Wiedererlangung der polnischen Königswürde zu unterstützen.
Des Weiteren verpflichteten sich die Unterzeichner, während des weiteren Kampfes gegen Schweden keine separaten Friedensverhandlungen zu führen. Nur wenn beide Vertragsparteien und Sachsen einer Friedensunterhandlung zustimmten, dürfte diese stattfinden. Hauptziel des Vertrages war es, Schweden wieder in dessen „alte Grenzen“ (vor dem Großen Nordischen Krieg) zurückzudrängen. Der Vertrag sah vor, das Königreich Preußen in die Allianz gegen Schweden aufzunehmen, sofern der preußische König Friedrich I. dies wünschte.
In einem geheimen Nachtrag zum Vertrag verpflichten sich die beiden Staaten, die bereits eroberten und im Laufe des Krieges gegen Schweden gewonnenen Gebiete gegenseitig nach besten Kräften zu verteidigen.

## Die Folgen
Im November 1709 marschierten die Dänen in Schonen ein. Sie wurden aber vom schwedischen Feldmarschall Magnus Stenbock geschlagen und mussten sich 1710 zurückziehen. Dänemark eroberte im Sommer 1712 die schwedischen Herzogtümer Verden und Bremen.